# Saison 2023-2024 des Mavericks de Dallas
La saison 2023-2024 des Mavericks de Dallas est la 44e saison de la franchise en National Basketball Association (NBA).
Le 9 avril, les Mavericks se qualifient pour les playoffs.
Le 10 avril, ils sont assurés de terminer premier de la Division Sud-Ouest.
Le 30 mai, ils deviennent champions de la Conférence Ouest et se qualifient pour les Finales NBA en s'imposant 4 victoires à 1 face aux Timberwolves du Minnesota. Luka Dončić est élu MVP des finales de la conférence Ouest. Lors des précédents tours, ils ont battu les Clippers de Los Angeles (4-2) au premier tour et le Thunder d'Oklahoma City (4-2) en demi-finales de conférence.
Le 17 juin, ils s'inclinent lors des Finales NBA face aux Celtics de Boston (1-4).

## Draft
| Tour | Choix | Joueur        | Poste | Nationalité | Provenance           |
| ---- | ----- | ------------- | ----- | ----------- | -------------------- |
| 1    | 10    | Cason Wallace | PG/SG | États-Unis  | Wildcats du Kentucky |

## Matchs

### Summer League
| Summer League Total: 4-1 |

| Match | Date match | Équipe        | Score     | Meilleur marqueur  | Meilleur rebondeur      | Meilleur passeur       | Lieux Spectateurs      | Série |
| ----- | ---------- | ------------- | --------- | ------------------ | ----------------------- | ---------------------- | ---------------------- | ----- |
| 1     | 8 juillet  | Oklahoma City | D 80-91   | Jaden Hardy (24)   | Braxton Key (8)         | McKinley Wright IV (4) | Thomas & Mack Center 0 | 0 - 1 |
| 2     | 10 juillet | Philadelphie  | V 111-103 | Jaden Hardy (24)   | Dereck Lively II (11)   | Jaden Hardy (5)        | Cox Pavilion 0         | 1 - 1 |
| 3     | 12 juillet | Golden State  | V 98-96   | Jaden Hardy (21)   | Lively II, Prosper (10) | Mike Miles Jr. (4)     | Cox Pavilion 0         | 2 - 1 |
| 4     | 14 juillet | Indiana       | V 112-91  | A. J. Lawson (24)  | Lively II, Moore (8)    | Jordan Walker (8)      | Thomas & Mack Center 0 | 3 - 1 |
| 5     | 16 juillet | Atlanta       | V 101-80  | Jordan Walker (22) | Dereck Lively II (6)    | Mike Miles Jr. (8)     | Cox Pavilion 0         | 4 - 1 |

### Pré-saison
| Pré-saison Total: 1-3 (Domicile : 1-1; Extérieur : 0-2) |

| Match | Date match | Équipe        | Score     | Meilleur marqueur     | Meilleur rebondeur | Meilleur passeur  | Lieux Spectateurs               | Série |
| ----- | ---------- | ------------- | --------- | --------------------- | ------------------ | ----------------- | ------------------------------- | ----- |
| 1     | 5 octobre  | @ Minnesota   | D 99-111  | Luka Dončić (25)      | A. J. Lawson (8)   | Quatre joueur (3) | Etihad Arena 0                  | 0 - 1 |
| 2     | 7 octobre  | Minnesota     | D 96-104  | Jaden Hardy (22)      | Jaden Hardy (8)    | Luka Dončić (6)   | Etihad Arena 12 009             | 0 - 2 |
| 3     | 10 octobre | @ Real Madrid | D 123-127 | Tim Hardaway Jr. (21) | Grant Williams (9) | Dante Exum (9)    | WiZink Center 12 763            | 0 - 3 |
| 4     | 20 octobre | Détroit       | V 114-104 | Josh Green (22)       | Kyrie Irving (8)   | Kyrie Irving (11) | American Airlines Center 19 282 | 1 - 3 |

### Saison régulière
| Saison régulière Total: 50-32 (Domicile : 25-16; Extérieur : 25-16) |

| Match | Date       | Équipe        | Score     | Meilleur marqueur | Meilleur rebondeur | Meilleur passeur | Lieux Spectateurs               | Série |
| ----- | ---------- | ------------- | --------- | ----------------- | ------------------ | ---------------- | ------------------------------- | ----- |
| 1     | 25 octobre | @ San Antonio | V 126-119 | Luka Dončić (33)  | Luka Dončić (13)   | Luka Dončić (10) | Frost Bank Center 18 947        | 1 - 0 |
| 2     | 27 octobre | Brooklyn      | V 125-120 | Luka Dončić (49)  | Luka Dončić (10)   | Luka Dončić (7)  | American Airlines Center 20 238 | 2 - 0 |
| 3     | 30 octobre | @ Memphis     | V 125-110 | Luka Dončić (35)  | Luka Dončić (12)   | Luka Dončić (12) | FedExForum 15 031               | 3 - 0 |

| Match                                                                      | Date         | Équipe                 | Score     | Meilleur marqueur         | Meilleur rebondeur       | Meilleur passeur  | Lieux Spectateurs               | Série  |
| -------------------------------------------------------------------------- | ------------ | ---------------------- | --------- | ------------------------- | ------------------------ | ----------------- | ------------------------------- | ------ |
| 4                                                                          | 1er novembre | Chicago                | V 114-105 | Grant Williams (25)       | Dereck Lively II (13)    | Luka Dončić (10)  | American Airlines Center 20 103 | 4 - 0  |
| 5                                                                          | 3 novembre   | @ Denver*              | D 114-125 | Luka Dončić (34)          | Luka Dončić (10)         | Luka Dončić (8)   | Ball Arena 19 729               | 4 - 1  |
| 6                                                                          | 5 novembre   | Charlotte              | V 124-118 | Luka Dončić (23)          | Luka Dončić (12)         | Kyrie Irving (10) | American Airlines Center 20 052 | 5 - 1  |
| 7                                                                          | 6 novembre   | @ Orlando              | V 117-102 | Luka Dončić (29)          | Hardaway Jr., Irving (6) | Kyrie Irving (10) | Amway Center 19 409             | 6 - 1  |
| 8                                                                          | 8 novembre   | Toronto                | D 116-127 | Luka Dončić (31)          | Luka Dončić (7)          | Luka Dončić (8)   | American Airlines Center 20 063 | 6 - 2  |
| 9                                                                          | 10 novembre  | L.A. Clippers*         | V 144-126 | Luka Dončić (44)          | Derrick Jones Jr. (10)   | Dončić, Exum (6)  | American Airlines Center 20 377 | 7 - 2  |
| 10                                                                         | 12 novembre  | @ La Nouvelle-Orléans  | V 136-124 | Kyrie Irving (35)         | Dwight Powell (10)       | Luka Dončić (9)   | Smoothie King Center 16 302     | 8 - 2  |
| 11                                                                         | 14 novembre  | @ La Nouvelle-Orléans* | D 110-131 | Hardaway Jr., Irving (17) | Dereck Lively II (9)     | Kyrie Irving (6)  | Smoothie King Center 16 354     | 8 - 3  |
| 12                                                                         | 15 novembre  | @ Washington           | V 130-117 | Luka Dončić (26)          | Dereck Lively II (9)     | Luka Dončić (10)  | Capital One Arena 16 632        | 9 - 3  |
| 13                                                                         | 18 novembre  | @ Milwaukee            | D 125-132 | Kyrie Irving (39)         | Dereck Lively II (10)    | Luka Dončić (9)   | Fiserv Forum 18 128             | 9 - 4  |
| 14                                                                         | 19 novembre  | Sacramento             | D 113-129 | Luka Dončić (25)          | Luka Dončić (10)         | Luka Dončić (7)   | American Airlines Center 20 211 | 9 - 5  |
| 15                                                                         | 22 novembre  | @ L.A. Lakers          | V 104-101 | Luka Dončić (30)          | Luka Dončić (12)         | Luka Dončić (8)   | Crypto.com Arena 18 997         | 10 - 5 |
| 16                                                                         | 25 novembre  | @ L.A. Clippers        | D 88-107  | Luka Dončić (30)          | Dante Exum (8)           | Luka Dončić (4)   | Crypto.com Arena 19 370         | 10 - 6 |
| 17                                                                         | 28 novembre  | Houston*               | V 121-115 | Luka Dončić (41)          | Luka Dončić (9)          | Luka Dončić (9)   | American Airlines Center 20 103 | 11 - 6 |
| *Matchs comptant pour la phase de groupe du NBA In-Season Tournament 2023. |              |                        |           |                           |                          |                   |                                 |        |

| Match | Date match   | Équipe         | Score     | Meilleur marqueur            | Meilleur rebondeur    | Meilleur passeur  | Lieux Spectateurs               | Série   |
| ----- | ------------ | -------------- | --------- | ---------------------------- | --------------------- | ----------------- | ------------------------------- | ------- |
| 18    | 1er décembre | Memphis        | D 94-108  | Jones Jr., Williams (16)     | Grant Williams (8)    | Trois joueurs (5) | American Airlines Center 20 150 | 11 - 7  |
| 19    | 2 décembre   | Oklahoma City  | D 120-126 | Luka Dončić (36)             | Dereck Lively II (16) | Luka Dončić (18)  | American Airlines Center 20 277 | 11 - 8  |
| 20    | 6 décembre   | Utah           | V 147-97  | Luka Dončić (40)             | Luka Dončić (10)      | Luka Dončić (11)  | American Airlines Center 19 877 | 12 - 8  |
| 21    | 8 décembre   | @ Portland     | V 125-112 | Luka Dončić (32)             | Dereck Lively II (9)  | Luka Dončić (10)  | Moda Center 18 762              | 13 - 8  |
| 22    | 11 décembre  | @ Memphis      | V 120-113 | Luka Dončić (35)             | Dereck Lively II (16) | Dončić, Exum (6)  | FedExForum 16 379               | 14 - 8  |
| 23    | 12 décembre  | L.A. Lakers    | V 127-125 | Luka Dončić (33)             | Dereck Lively II (8)  | Luka Dončić (17)  | American Airlines Center 20 377 | 15 - 8  |
| 24    | 14 décembre  | Minnesota      | D 101-119 | Luka Dončić (39)             | Dončić, Lively II (6) | Luka Dončić (13)  | American Airlines Center 20 177 | 15 - 9  |
| 25    | 16 décembre  | @ Portland     | V 131-120 | Luka Dončić (40)             | Luka Dončić (12)      | Luka Dončić (10)  | Moda Center 18 439              | 16 - 9  |
| 26    | 18 décembre  | @ Denver       | D 104-130 | Luka Dončić (38)             | Luka Dončić (11)      | Luka Dončić (8)   | Ball Arena 19 659               | 16 - 10 |
| 27    | 20 décembre  | L.A. Clippers  | D 111-120 | Luka Dončić (28)             | Dončić, Williams (9)  | Luka Dončić (10)  | American Airlines Center 20 310 | 16 - 11 |
| 28    | 22 décembre  | @ Houston      | D 96-122  | Olivier-Maxence Prosper (20) | Richaun Holmes (8)    | Dennis, Hardy (4) | Toyota Center 18 055            | 16 - 12 |
| 29    | 23 décembre  | San Antonio    | V 144-119 | Luka Dončić (39)             | Luka Dončić (12)      | Luka Dončić (10)  | American Airlines Center 20 409 | 17 - 12 |
| 30    | 25 décembre  | @ Phoenix      | V 128-114 | Luka Dončić (50)             | Dereck Lively II (10) | Luka Dončić (15)  | Footprint Center 17 071         | 18 - 12 |
| 31    | 27 décembre  | Cleveland      | D 110-113 | Luka Dončić (39)             | Luka Dončić (7)       | Dončić, Exum (6)  | American Airlines Center 20 377 | 18 - 13 |
| 32    | 28 décembre  | @ Minnesota    | D 110-118 | Tim Hardaway Jr. (32)        | Dwight Powell (14)    | Exum, Powell (6)  | Target Center 18 024            | 18 - 14 |
| 33    | 30 décembre  | @ Golden State | V 132-122 | Luka Dončić (39)             | Dereck Lively II (14) | Luka Dončić (10)  | Chase Center 18 064             | 19 - 14 |

| Match | Date match  | Équipe              | Score     | Meilleur marqueur     | Meilleur rebondeur     | Meilleur passeur        | Lieux Spectateurs               | Série   |
| --- | ----------- | ------------------- | --------- | --------------------- | ---------------------- | ----------------------- | ------------------------------- | ------- |
| 34 | 1er janvier | @ Utah              | D 90-127  | Luka Dončić (19)      | Kyrie Irving (9)       | Luka Dončić (14)        | Delta Center 18 206             | 19 - 15 |
| 35 | 3 janvier   | Portland            | V 126-97  | Luka Dončić (41)      | Kyrie Irving (9)       | Dončić, Irving (5)      | American Airlines Center 20 077 | 20 - 15 |
| 36 | 5 janvier   | Portland            | V 139-103 | Kyrie Irving (24)     | Trois joueurs (9)      | Jaden Hardy (9)         | American Airlines Center 20 162 | 21 - 15 |
| 37 | 7 janvier   | Minnesota           | V 115-108 | Kyrie Irving (35)     | Derrick Jones Jr. (10) | Luka Dončić (8)         | American Airlines Center 20 111 | 22 - 15 |
| 38 | 9 janvier   | Memphis             | D 103-120 | Kyrie Irving (33)     | Kyrie Irving (8)       | Luka Dončić (6)         | American Airlines Center 20 116 | 22 - 16 |
| 39 | 11 janvier  | New York            | V 128-124 | Kyrie Irving (44)     | Dwight Powell (9)      | Kyrie Irving (10)       | American Airlines Center 20 040 | 23 - 16 |
| 40 | 13 janvier  | La Nouvelle-Orléans | D 108-118 | Kyrie Irving (33)     | Dwight Powell (9)      | Dwight Powell (8)       | American Airlines Center 20 155 | 23 - 17 |
| 41 | 15 janvier  | La Nouvelle-Orléans | V 125-120 | Tim Hardaway Jr. (41) | Dereck Lively II (12)  | Irving, G. Williams (7) | American Airlines Center 20 010 | 24 - 17 |
| 42 | 17 janvier  | @ L.A. Lakers       | D 110-127 | Luka Dončić (33)      | Luka Dončić (13)       | Luka Dončić (10)        | Crypto.com Arena 18 338         | 24 - 18 |
| - | 19 janvier  | @ Golden State      | Reporté*  | Reporté*              | Reporté*               | Reporté*                | Chase Center                    | -       |
| 43 | 22 janvier  | Boston              | D 110-119 | Luka Dončić (33)      | Luka Dončić (18)       | Luka Dončić (13)        | American Airlines Center 20 277 | 24 - 19 |
| 44 | 24 janvier  | Phoenix             | D 109-132 | Luka Dončić (34)      | Luka Dončić (8)        | Luka Dončić (9)         | American Airlines Center 20 202 | 24 - 20 |
| 45 | 26 janvier  | @ Atlanta           | V 148-143 | Luka Dončić (73)      | Dereck Lively II (11)  | Luka Dončić (7)         | State Farm Arena 16 149         | 25 - 20 |
| 46 | 27 janvier  | Sacramento          | D 115-120 | Luka Dončić (28)      | Luka Dončić (10)       | Luka Dončić (17)        | American Airlines Center 20 373 | 25 - 21 |
| 47 | 29 janvier  | Orlando             | V 131-129 | Luka Dončić (45)      | Dereck Lively II (11)  | Luka Dončić (15)        | American Airlines Center 20 020 | 26 - 21 |
| 48 | 31 janvier  | @ Minnesota         | D 87-121  | Josh Green (18)       | Richaun Holmes (10)    | Trois joueurs (3)       | Target Center 18 024            | 26 - 22 |
| * Le match a été reporté à la suite du décès de Dejan Milojević, entraîneur assistant des Warriors de Golden State. |             |                     |           |                       |                        |                         |                                 |         |

| Match                  | Date match | Équipe         | Score     | Meilleur marqueur   | Meilleur rebondeur     | Meilleur passeur | Lieux Spectateurs                 | Série   |
| ---------------------- | ---------- | -------------- | --------- | ------------------- | ---------------------- | ---------------- | --------------------------------- | ------- |
| 49                     | 3 février  | Milwaukee      | D 117-129 | Luka Dončić (40)    | Dončić, Green (9)      | Luka Dončić (11) | American Airlines Center 20 377   | 26 - 23 |
| 50                     | 5 février  | @ Philadelphie | V 118-102 | Kyrie Irving (23)   | Luka Dončić (8)        | Kyrie Irving (8) | Wells Fargo Center 19 764         | 27 - 23 |
| 51                     | 6 février  | @ Brooklyn     | V 119-107 | Kyrie Irving (36)   | Luka Dončić (18)       | Luka Dončić (9)  | Barclays Center 17 732            | 28 - 23 |
| 52                     | 8 février  | @ New York     | V 122-108 | Luka Dončić (39)    | Luka Dončić (8)        | Luka Dončić (11) | Madison Square Garden 19 812      | 29 - 23 |
| 53                     | 10 février | Oklahoma City  | V 146-111 | Luka Dončić (32)    | Maximilian Kleber (12) | Luka Dončić (9)  | American Airlines Center 0        | 30 - 23 |
| 54                     | 12 février | Washington     | V 112-104 | Dončić, Irving (26) | Daniel Gafford (17)    | Luka Dončić (15) | American Airlines Center 19 921   | 31 - 23 |
| 55                     | 14 février | San Antonio    | V 116-93  | Kyrie Irving (34)   | Daniel Gafford (10)    | Luka Dončić (8)  | American Airlines Center 20 311   | 32 - 23 |
| NBA All-Star Game 2024 |            |                |           |                     |                        |                  |                                   |         |
| 56                     | 22 février | Phoenix        | V 123-113 | Luka Dončić (41)    | Luka Dončić (9)        | Luka Dončić (11) | American Airlines Center 20 377   | 33 - 23 |
| 57                     | 25 février | @ Indiana      | D 111-133 | Luka Dončić (33)    | Trois joueurs (6)      | Luka Dončić (6)  | Gainbridge Fieldhouse 17 274      | 33 - 24 |
| 58                     | 27 février | @ Cleveland    | D 119-121 | Luka Dončić (45)    | Luka Dončić (9)        | Luka Dončić (14) | Rocket Mortgage FieldHouse 19 432 | 33 - 25 |
| 59                     | 28 février | @ Toronto      | V 136-125 | Luka Dončić (30)    | Luka Dončić (11)       | Luka Dončić (16) | Scotiabank Arena 19 800           | 34 - 25 |

| Match | Date match | Équipe          | Score     | Meilleur marqueur | Meilleur rebondeur    | Meilleur passeur   | Lieux Spectateurs               | Série   |
| ----- | ---------- | --------------- | --------- | ----------------- | --------------------- | ------------------ | ------------------------------- | ------- |
| 60    | 1er mars   | @ Boston        | D 110-138 | Luka Dončić (37)  | Luka Dončić (12)      | Luka Dončić (11)   | TD Garden 19 156                | 34 - 26 |
| 61    | 3 mars     | Philadelphie    | D 116-120 | Luka Dončić (38)  | Luka Dončić (11)      | Luka Dončić (10)   | American Airlines Center 20 277 | 34 - 27 |
| 62    | 5 mars     | Indiana         | D 120-137 | Luka Dončić (39)  | Dončić, Gafford (10)  | Luka Dončić (11)   | American Airlines Center 20 200 | 34 - 28 |
| 63    | 7 mars     | Miami           | V 114-108 | Luka Dončić (35)  | Luka Dončić (11)      | Luka Dončić (11)   | American Airlines Center 20 221 | 35 - 28 |
| 64    | 9 mars     | @ Détroit       | V 142-124 | Luka Dončić (39)  | Luka Dončić (10)      | Luka Dončić (10)   | Little Caesars Arena 20 062     | 36 - 28 |
| 65    | 11 mars    | @ Chicago       | V 127-92  | Luka Dončić (27)  | Luka Dončić (12)      | Luka Dončić (14)   | United Center 21 363            | 37 - 28 |
| 66    | 13 mars    | Golden State    | V 109-99  | Kyrie Irving (23) | Irving, Lively II (8) | Kyrie Irving (10)  | American Airlines Center 20 411 | 38 - 28 |
| 67    | 14 mars    | @ Oklahoma City | D 119-126 | Kyrie Irving (36) | Daniel Gafford (15)   | Kyrie Irving (12)  | Paycom Center 18 203            | 38 - 29 |
| 68    | 17 mars    | Denver          | V 107-105 | Luka Dončić (37)  | P. J. Washington (11) | Kyrie Irving (9)   | American Airlines Center 20 377 | 39 - 29 |
| 69    | 19 mars    | @ San Antonio   | V 113-107 | Kyrie Irving (28) | Luka Dončić (10)      | Luka Dončić (16)   | Frost Bank Center 18 354        | 40 - 29 |
| 70    | 21 mars    | Utah            | V 113-97  | Luka Dončić (34)  | Luka Dončić (9)       | Luka Dončić (8)    | American Airlines Center 20 277 | 41 - 29 |
| 71    | 25 mars    | @ Utah          | V 115-105 | Luka Dončić (29)  | Luka Dončić (12)      | Luka Dončić (13)   | Delta Center 18 206             | 42 - 29 |
| 72    | 26 mars    | @ Sacramento    | V 132-96  | Luka Dončić (28)  | P. J. Washington (13) | Kyrie Irving (8)   | Golden 1 Center 17 832          | 43 - 29 |
| 73    | 29 mars    | @ Sacramento    | V 107-103 | Kyrie Irving (30) | Dončić, Lively II (9) | Luka Dončić (12)   | Golden 1 Center 17 832          | 44 - 29 |
| 74    | 31 mars    | @ Houston       | V 125-107 | Luka Dončić (47)  | Luka Dončić (12)      | Dončić, Irving (7) | Toyota Center 18 055            | 45 - 29 |

| Match | Date match | Équipe          | Score          | Meilleur marqueur     | Meilleur rebondeur    | Meilleur passeur  | Lieux Spectateurs               | Série   |
| ----- | ---------- | --------------- | -------------- | --------------------- | --------------------- | ----------------- | ------------------------------- | ------- |
| 75    | 2 avril    | @ Golden State  | D 100-104      | Luka Dončić (30)      | Luka Dončić (12)      | Luka Dončić (11)  | Chase Center 18 064             | 45 - 30 |
| 76    | 4 avril    | Atlanta         | V 109-95       | Kyrie Irving (26)     | Luka Dončić (12)      | Luka Dončić (8)   | American Airlines Center 20 211 | 46 - 30 |
| 77    | 5 avril    | Golden State    | V 108-106      | P. J. Washington (32) | Daniel Gafford (15)   | Exum, Irving (7)  | American Airlines Center 20 425 | 47 - 30 |
| 78    | 7 avril    | Houston         | V 147-136 (OT) | Kyrie Irving (48)     | P. J. Washington (13) | Luka Dončić (12)  | American Airlines Center 20 317 | 48 - 30 |
| 79    | 9 avril    | @ Charlotte     | V 130-104      | Luka Dončić (39)      | Luka Dončić (12)      | Luka Dončić (10)  | Spectrum Center 17 425          | 49 - 30 |
| 80    | 10 avril   | @ Miami         | V 111-92       | Luka Dončić (29)      | Luka Dončić (9)       | Luka Dončić (9)   | Kaseya Center 19 660            | 50 - 30 |
| 81    | 12 avril   | Détroit         | D 89-107       | Jaden Hardy (25)      | Dwight Powell (10)    | Dwight Powell (4) | American Airlines Center 20 274 | 50 - 31 |
| 82    | 14 avril   | @ Oklahoma City | D 86-135       | Brandon Williams (22) | Powell, Prosper (8)   | Cinq joueurs (3)  | Paycom Center 18 203            | 50 - 32 |

### Playoffs
| Playoffs Total: 13-9 (Domicile : 6-4; Extérieur : 7-5) |

| Match | Date match | Équipe          | Score     | Meilleur marqueur | Meilleur rebondeur    | Meilleur passeur | Lieux Spectateurs               | Série |
| ----- | ---------- | --------------- | --------- | ----------------- | --------------------- | ---------------- | ------------------------------- | ----- |
| 1     | 21 avril   | @ L.A. Clippers | D 97-109  | Luka Dončić (33)  | Luka Dončić (13)      | Luka Dončić (6)  | Crypto.com Arena 19 370         | 0 - 1 |
| 2     | 23 avril   | @ L.A. Clippers | V 96-93   | Luka Dončić (32)  | Dereck Lively II (9)  | Luka Dončić (9)  | Crypto.com Arena 19 370         | 1 - 1 |
| 3     | 26 avril   | L.A. Clippers   | V 101-90  | Luka Dončić (22)  | Luka Dončić (10)      | Luka Dončić (9)  | American Airlines Center 20 402 | 2 - 1 |
| 4     | 28 avril   | L.A. Clippers   | D 111-116 | Kyrie Irving (40) | Luka Dončić (10)      | Luka Dončić (10) | American Airlines Center 20 411 | 2 - 2 |
| 5     | 1er mai    | @ L.A. Clippers | V 123-93  | Luka Dončić (35)  | Dončić, Lively II (7) | Luka Dončić (10) | Crypto.com Arena 19 370         | 3 - 2 |
| 6     | 3 mai      | L.A. Clippers   | V 114-101 | Kyrie Irving (30) | Dereck Lively II (9)  | Luka Dončić (13) | American Airlines Center 20 625 | 4 - 2 |

| Match | Date match | Équipe          | Score     | Meilleur marqueur       | Meilleur rebondeur      | Meilleur passeur  | Lieux Spectateurs               | Série |
| ----- | ---------- | --------------- | --------- | ----------------------- | ----------------------- | ----------------- | ------------------------------- | ----- |
| 1     | 7 mai      | @ Oklahoma City | D 95-117  | Kyrie Irving (20)       | Daniel Gafford (11)     | Luka Dončić (9)   | Paycom Center 18 203            | 0 - 1 |
| 2     | 9 mai      | @ Oklahoma City | V 119-110 | Dončić, Washington (29) | Luka Dončić (10)        | Kyrie Irving (11) | Paycom Center 18 203            | 1 - 1 |
| 3     | 11 mai     | Oklahoma City   | V 105-101 | P. J. Washington (27)   | Luka Dončić (15)        | Kyrie Irving (7)  | American Airlines Center 20 325 | 2 - 1 |
| 4     | 13 mai     | Oklahoma City   | D 96-100  | P. J. Washington (21)   | Dončić, Washington (12) | Luka Dončić (10)  | American Airlines Center 20 607 | 2 - 2 |
| 5     | 15 mai     | @ Oklahoma City | V 104-92  | Luka Dončić (31)        | Trois joueurs (10)      | Luka Dončić (11)  | Paycom Center 18 203            | 3 - 2 |
| 6     | 18 mai     | Oklahoma City   | V 117-116 | Luka Dončić (29)        | Dereck Lively II (15)   | Luka Dončić (10)  | American Airlines Center 20 555 | 4 - 2 |

| Match | Date match | Équipe      | Score     | Meilleur marqueur   | Meilleur rebondeur    | Meilleur passeur   | Lieux Spectateurs               | Série |
| ----- | ---------- | ----------- | --------- | ------------------- | --------------------- | ------------------ | ------------------------------- | ----- |
| 1     | 22 mai     | @ Minnesota | V 108-105 | Luka Dončić (33)    | Dereck Lively II (11) | Luka Dončić (8)    | Target Center 19 433            | 1 - 0 |
| 2     | 24 mai     | @ Minnesota | V 109-108 | Luka Dončić (32)    | Luka Dončić (10)      | Luka Dončić (13)   | Target Center 19 636            | 2 - 0 |
| 3     | 26 mai     | Minnesota   | V 116-107 | Dončić, Irving (33) | P. J. Washington (8)  | Luka Dončić (5)    | American Airlines Center 20 511 | 3 - 0 |
| 4     | 28 mai     | Minnesota   | D 100-105 | Luka Dončić (28)    | Luka Dončić (15)      | Luka Dončić (10)   | American Airlines Center 20 477 | 3 - 1 |
| 5     | 30 mai     | @ Minnesota | V 124-103 | Dončić, Irving (36) | Luka Dončić (10)      | Dončić, Irving (5) | Target Center 19 333            | 4 - 1 |

| Match | Date match | Équipe   | Score    | Meilleur marqueur | Meilleur rebondeur    | Meilleur passeur | Lieux Spectateurs               | Série |
| ----- | ---------- | -------- | -------- | ----------------- | --------------------- | ---------------- | ------------------------------- | ----- |
| 1     | 6 juin     | @ Boston | D 89-107 | Luka Dončić (30)  | Luka Dončić (10)      | Kyrie Irving (2) | TD Garden 19 156                | 0 - 1 |
| 2     | 9 juin     | @ Boston | D 98-105 | Luka Dončić (32)  | Luka Dončić (11)      | Luka Dončić (11) | TD Garden 19 156                | 0 - 2 |
| 3     | 12 juin    | Boston   | D 99-106 | Kyrie Irving (35) | Dereck Lively II (13) | Luka Dončić (6)  | American Airlines Center 20 311 | 0 - 3 |
| 4     | 14 juin    | Boston   | V 122-84 | Luka Dončić (29)  | Dereck Lively II (12) | Kyrie Irving (6) | American Airlines Center 20 277 | 1 - 3 |
| 5     | 17 juin    | @ Boston | D 88-106 | Luka Dončić (28)  | Luka Dončić (12)      | Kyrie Irving (9) | TD Garden 19 156                | 1 - 4 |

### Confrontations en saison régulière
| Conférence Est      | Conférence Est                              | Conférence Est                              | Conférence Ouest                            | Conférence Ouest                            | Conférence Ouest                            | Conférence Ouest                            | Conférence Ouest                            |
| Division Atlantique | Division Atlantique                         | Division Atlantique                         | Division Nord-Ouest                         | Division Nord-Ouest                         | Division Nord-Ouest                         | Division Nord-Ouest                         | Division Nord-Ouest                         |
| Équipe              | Domicile                                    | Extérieur                                   | Équipe                                      | Domicile                                    | Domicile                                    | Extérieur                                   | Extérieur                                   |
| ------------------- | ------------------------------------------- | ------------------------------------------- | ------------------------------------------- | ------------------------------------------- | ------------------------------------------- | ------------------------------------------- | ------------------------------------------- |
| Boston              | 110-119                                     | 110-138                                     | Denver                                      | 107-105                                     |                                             | 114-125                                     | 104-130                                     |
| Brooklyn            | 125-120                                     | 119-107                                     | Minnesota                                   | 101-119                                     | 115-108                                     | 110-118                                     | 87-121                                      |
| New York            | 128-124                                     | 122-108                                     | Oklahoma City                               | 120-126                                     | 146-111                                     | 119-126                                     | 86-135                                      |
| Philadelphie        | 116-120                                     | 118-102                                     | Portland                                    | 126-97                                      | 139-103                                     | 125-112                                     | 131-120                                     |
| Toronto             | 116-127                                     | 136-125                                     | Utah                                        | 147-97                                      | 113-97                                      | 90-127                                      | 115-105                                     |
| Division            | 6-4 (Domicile : 2-3; Extérieur : 4-1)       | 6-4 (Domicile : 2-3; Extérieur : 4-1)       | Division                                    | 10-9 (Domicile : 7-2; Extérieur : 3-7)      | 10-9 (Domicile : 7-2; Extérieur : 3-7)      | 10-9 (Domicile : 7-2; Extérieur : 3-7)      | 10-9 (Domicile : 7-2; Extérieur : 3-7)      |
| Division Centrale   | Division Centrale                           | Division Centrale                           | Division Pacifique                          | Division Pacifique                          | Division Pacifique                          | Division Pacifique                          | Division Pacifique                          |
| Équipe              | Domicile                                    | Extérieur                                   | Équipe                                      | Domicile                                    | Domicile                                    | Extérieur                                   | Extérieur                                   |
| Chicago             | 114-105                                     | 127-92                                      | Golden State                                | 109-99                                      | 108-106                                     | 132-122                                     | 100-104                                     |
| Cleveland           | 110-113                                     | 119-121                                     | L.A. Clippers                               | 144-126                                     | 111-120                                     | 88-107                                      |                                             |
| Detroit             | 89-107                                      | 142-124                                     | L.A. Lakers                                 | 127-125                                     |                                             | 104-101                                     | 110-127                                     |
| Indiana             | 120-137                                     | 111-133                                     | Phoenix                                     | 109-132                                     | 123-113                                     | 128-114                                     |                                             |
| Milwaukee           | 117-129                                     | 125-132                                     | Sacramento                                  | 113-129                                     | 115-120                                     | 132-96                                      | 107-103                                     |
| Division            | 3-7 (Domicile : 1-4; Extérieur : 2-3)       | 3-7 (Domicile : 1-4; Extérieur : 2-3)       | Division                                    | 10-7 (Domicile : 5-4; Extérieur : 5-3)      | 10-7 (Domicile : 5-4; Extérieur : 5-3)      | 10-7 (Domicile : 5-4; Extérieur : 5-3)      | 10-7 (Domicile : 5-4; Extérieur : 5-3)      |
| Division Sud-Est    | Division Sud-Est                            | Division Sud-Est                            | Division Sud-Ouest                          | Division Sud-Ouest                          | Division Sud-Ouest                          | Division Sud-Ouest                          | Division Sud-Ouest                          |
| Équipe              | Domicile                                    | Extérieur                                   | Équipe                                      | Domicile                                    | Domicile                                    | Extérieur                                   | Extérieur                                   |
| Atlanta             | 109-95                                      | 148-143                                     |                                             |                                             |                                             |                                             |                                             |
| Charlotte           | 124-118                                     | 130-104                                     | Houston                                     | 121-115                                     | 147-136 (OT)                                | 96-122                                      | 125-107                                     |
| Miami               | 114-108                                     | 111-92                                      | Memphis                                     | 94-108                                      | 103-120                                     | 125-110                                     | 120-113                                     |
| Orlando             | 131-129                                     | 117-102                                     | New Orleans                                 | 108-118                                     | 125-120                                     | 136-124                                     | 110-131                                     |
| Washington          | 112-104                                     | 130-117                                     | San Antonio                                 | 144-119                                     | 116-93                                      | 126-119                                     | 113-107                                     |
| Division            | 10-0 (Domicile : 5-0; Extérieur : 5-0)      | 10-0 (Domicile : 5-0; Extérieur : 5-0)      | Division                                    | 11-5 (Domicile : 5-3; Extérieur : 6-2)      | 11-5 (Domicile : 5-3; Extérieur : 6-2)      | 11-5 (Domicile : 5-3; Extérieur : 6-2)      | 11-5 (Domicile : 5-3; Extérieur : 6-2)      |
| Conférence          | 19-11 (Domicile : 3-7; Extérieur : 11-4)    | 19-11 (Domicile : 3-7; Extérieur : 11-4)    | Conférence                                  | 31-21 (Domicile : 17-9; Extérieur : 14-12)  | 31-21 (Domicile : 17-9; Extérieur : 14-12)  | 31-21 (Domicile : 17-9; Extérieur : 14-12)  | 31-21 (Domicile : 17-9; Extérieur : 14-12)  |
| Total               | 50-32 (Domicile : 25-16; Extérieur : 25-16) | 50-32 (Domicile : 25-16; Extérieur : 25-16) | 50-32 (Domicile : 25-16; Extérieur : 25-16) | 50-32 (Domicile : 25-16; Extérieur : 25-16) | 50-32 (Domicile : 25-16; Extérieur : 25-16) | 50-32 (Domicile : 25-16; Extérieur : 25-16) | 50-32 (Domicile : 25-16; Extérieur : 25-16) |

## Classements

### Saison régulière
| Conférence Ouest | Conférence Ouest                    | Conférence Ouest | Conférence Ouest | Conférence Ouest | Conférence Ouest | Conférence Ouest | Conférence Ouest |
| No               | Franchise                           | Vic.             | Def.             | MJ               | V/D              | GB               |                  |
| ---------------- | ----------------------------------- | ---------------- | ---------------- | ---------------- | ---------------- | ---------------- | ---------------- |
| 1                | c - Thunder d'Oklahoma City         | 57               | 25               | 82               | .695             | -                |                  |
| 2                | x - Nuggets de Denver               | 57               | 25               | 82               | .695             | -                |                  |
| 3                | x - Timberwolves du Minnesota       | 56               | 26               | 82               | .683             | 1                |                  |
| 4                | y - Clippers de Los Angeles         | 51               | 31               | 82               | .622             | 6                |                  |
| 5                | y - Mavericks de Dallas             | 50               | 32               | 82               | .610             | 7                |                  |
| 6                | x - Suns de Phoenix                 | 49               | 33               | 82               | .598             | 8                |                  |
|                  |                                     |                  |                  |                  |                  |                  |                  |
| 7                | x - Pelicans de La Nouvelle-Orléans | 49               | 33               | 82               | .598             | 8                |                  |
| 8                | x - Lakers de Los Angeles           | 47               | 35               | 82               | .573             | 10               |                  |
| 9                | pi - Kings de Sacramento            | 46               | 36               | 82               | .561             | 11               |                  |
| 10               | pi - Warriors de Golden State       | 46               | 36               | 82               | .561             | 11               |                  |
|                  |                                     |                  |                  |                  |                  |                  |                  |
| 11               | o - Rockets de Houston              | 41               | 41               | 82               | .500             | 16               |                  |
| 12               | o - Jazz de l'Utah                  | 31               | 51               | 82               | .378             | 26               |                  |
| 13               | o - Grizzlies de Memphis            | 27               | 55               | 82               | .329             | 30               |                  |
| 14               | o - Spurs de San Antonio            | 22               | 60               | 82               | .268             | 35               |                  |
| 15               | o - Trail Blazers de Portland       | 21               | 61               | 82               | .256             | 36               |                  |

| Division Sud-Ouest           | V  | D  | MJ | V/D  | GB | Dom   | Ext   | Div  |
| ---------------------------- | -- | -- | -- | ---- | -- | ----- | ----- | ---- |
| y - Mavericks de Dallas      | 50 | 32 | 82 | .610 | -  | 25-16 | 25-16 | 11-5 |
| x - Pelicans de Nlle-Orléans | 49 | 33 | 82 | .598 | 1  | 21-19 | 28-14 | 9-7  |
| o - Rockets de Houston       | 41 | 41 | 82 | .500 | 9  | 27-14 | 14-27 | 9-7  |
| o - Grizzlies de Memphis     | 27 | 55 | 82 | .329 | 23 | 9-32  | 18-23 | 8-8  |
| o - Spurs de San Antonio     | 22 | 60 | 82 | .268 | 28 | 12-29 | 10-31 | 3-13 |

### NBA In-Season Tournament
| Rang | Équipe                          | Pts | J | G | P | Pp  | Pc  | Diff |
| ---- | ------------------------------- | --- | - | - | - | --- | --- | ---- |
| 1    | Pelicans de La Nouvelle-Orléans | 7   | 4 | 3 | 1 | 463 | 430 | 33   |
| 2    | Rockets de Houston              | 6   | 4 | 2 | 2 | 424 | 414 | 10   |
| 3    | Mavericks de Dallas             | 6   | 4 | 2 | 2 | 489 | 497 | -8   |
| 4    | Nuggets de Denver               | 6   | 4 | 2 | 2 | 432 | 442 | -10  |
| 5    | Clippers de Los Angeles         | 5   | 4 | 1 | 3 | 446 | 471 | -25  |